# Zavier Simpson
Zavier Marquis Simpson (* 11. Februar 1997 in Lima, Ohio als Xavier Marquis Simpson) ist ein US-amerikanischer Basketballspieler.

## Karriere

### Jugend und College
Simpson begann im Grundschulalter, Basketball zu spielen. Er half außerdem an der Lima Senior High School als Balljunge aus, wo sein Vater Basketball-Assistenztrainer war. Nach zwei Jahren an der Lima Central Catholic High School wechselte er an die Lima Senior, wo sein Vater mittlerweile Cheftrainer war. Simpson gewann 2014 die Ohio Division III State Championship und wurde 2015 zum Ohio Associated Press Division I Player of the Year gewählt. Im selben Jahr beschloss er öffentlich, an die University of Michigan zu gehen. 2016 schließlich wurde er zum Ohio Mr. Basketball gewählt.
Mit den Michigan Wolverines gewann er 2017 das Finalturnier der Big Ten Conference und schied erst im Achtelfinale des Turniers der NCAA Division I aus. Er kam in allen 28 Spielen zum Einsatz. Im selben Jahr änderte er seinen Namen von Xavier zu Zavier. Im folgenden Jahr erreichte er an der Seite von Moritz Wagner das Finalspiel der NCAA Division I, unterlag dort aber gegen die Villanova University. In der Folgesaison legte er 224 Assists auf und war der erst fünfte Spieler in der Geschichte seines Colleges, dem dies gelang. Man unterlag jedoch im Finalspiel der Big Ten Conference gegen das Team der Michigan State University. Simpson wurde jedoch ins Big Ten All-Defensive team und Second-team All-Big Ten berufen. Auch im Folgejahr wurde er ins Second-team All-Big Ten berufen, als er sich mit seiner Mannschaft erneut für das Finalturnier der Big Ten Conference qualifizierte, welches wegen der COVID-19-Pandemie in den Vereinigten Staaten nicht ausgespielt wurde. Er beendete seine Collegekarriere mit 1.073 Punkten und 667 Vorlagen. Er ist erst der zweite Spieler in der Geschichte von Michigan, der über 600 Assists auflegte.

### Vereinskarriere
Im September 2020 gab der deutsche ProA-Verein Science City Jena die Verpflichtung Simpsons bekannt. Anfang Oktober 2020 und somit noch vor dem Saisonauftakt kehrte er auf eigenen Wunsch in sein Heimatland zurück. Er wechselte im Anschluss als Free Agent zu den Los Angeles Lakers. Sein Vertrag wurde jedoch aufgelöst, bevor er ein Spiel absolvieren konnte. Er trat im Anschluss für die Oklahoma City Blue, das Farmteam der Oklahoma City Thunder in der NBA G-League an.

## Erfolge und Auszeichnungen

### Auszeichnungen
- Second-team All-Big Ten: 2019, 2020